# Chamboule-tout
Pour l’article ayant un titre homophone, voir Chamboultout.

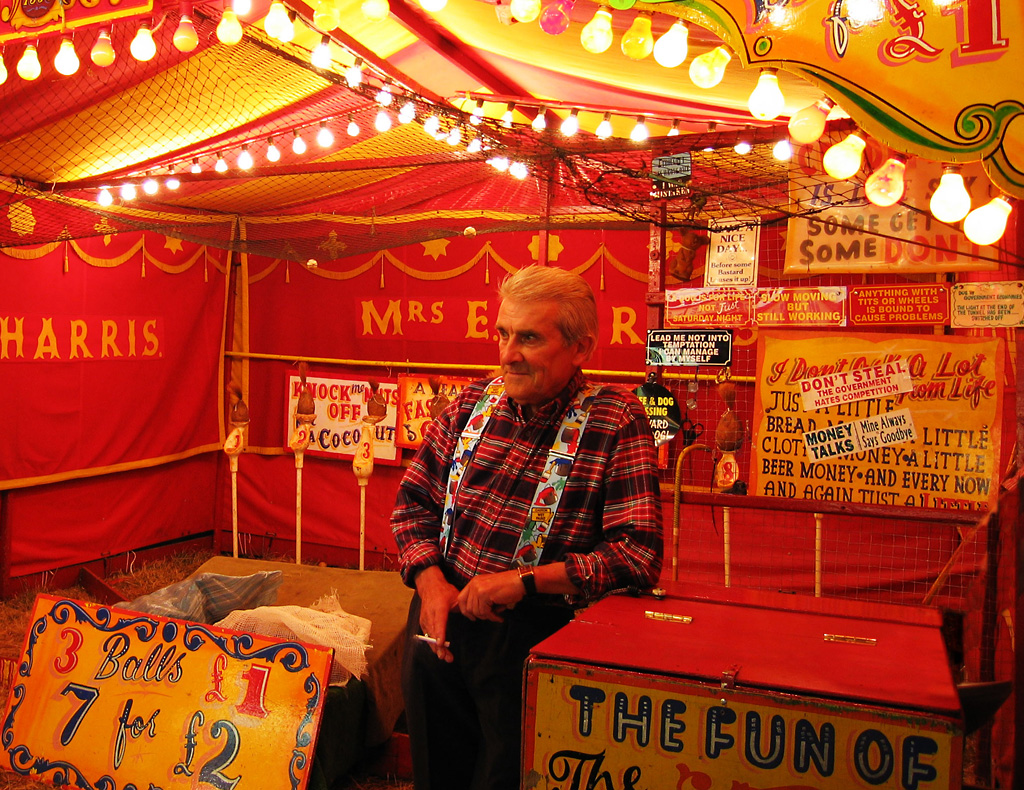
Stand d'un chamboule-tout en Angleterre en 2005.

Le chamboule-tout est un jeu d'adresse européen datant du Moyen Âge. Il est encore pratiqué lors des foires et fêtes populaires.

## Description
Le jeu consiste à viser avec une balle un empilement de boîtes qui doivent tomber du support sur lequel elles reposent.
Pour gagner un défi, le joueur peut soit :
- renverser un maximum de boîtes avec un nombre de balles donnés (on compte alors le nombre de boîtes renversées pour établir le score)
- renverser l'ensemble des boîtes en un nombre de balles minimum (on compte alors le nombre de balles lancées)

Il est possible de jouer à plusieurs, le but étant d'obtenir le meilleur score.

## Matériel
Dans sa version moderne, on utilise des boîtes de conserves pour réaliser la pile. On dispose un certain nombre de boîtes en lignes pour former un rang de base. Par-dessus ce rang, on dispose en chevauchement le même nombre de boîtes moins une et ainsi de suite jusqu'à n'avoir qu'une seule boîte. La pile a donc une forme triangulaire.

## Déroulement
1. Le joueur se place orthogonalement à la pile à une distance de quelques pas.
2. Il lance ses balles jusqu'à épuisement du nombre de balles autorisées ou jusqu'à ce que l'ensemble des boîtes soit tombé.
3. Lorsque le joueur a épuisé les balles qui lui étaient imparties ou que l'ensemble des boîtes est renversé, on reconstitue une nouvelle pile pour le joueur suivant.

## Technique
Viser les boîtes du bas de la pile peut permettre de faire tomber la pile en lançant moins de balles.